# Pesem Evrovizije 1966
Pesem Evrovizije 1966 je bil 11. izbor za Pesem Evrovizije zapovrstjo. Potekala je 5. marca 1966 v Luksemburgu, kajti zmagovalka Evrovizije 1965 je bila luksemburška predstavnica France Gall. Zmagovalec izbora je bil avstrijski predstavnik Udo Jürgens s pesmijo Merci cherie. Jürgens je Avstrijo na Evroviziji zastopal že v letih 1964 in 1965, v tretje pa mu je uspelo zmagati. Prejel je 31 točk - malone dvakrat toliko kot drugouvrščena Švedska. Predstavnik Združenega Kraljestva Kenneth McKellar je nastopil v kiltu in nizozemska predstavnica Milly Scott je bila prva pevka na Evroviziji, ki ni bila belka. Italijanski predstavnik Domenico Modugno je kot Udo Jürgens na izboru nastopil že tretjič; pred tem v letih 1958 in 1959. Z Monakom si je sicer delil zadnje mesto, a je njegova skladba v Italiji, Španiji in Južni Ameriki postala velika uspešnica. 
Jugoslavijo je predstavljala slovenska pevka Berta Ambrož s pesmijo Brez besed, ki jo je zapela v slovenščini. Hrvaška pevka Tereza Kesovija je zastopala Monako.

## Pravila
Na izboru leta 1966 je bilo uvedeno novo pravilo, da mora biti besedilo skladbe napisano v uradnem jeziku države. Pravilo so uvedli zlasti zaradi švedske pesmi iz prejšnjega leta, ki je bila v celoti zapeta v angleščini.

## Rezultati
| Država (jezik)                   | Izvajalec                         | Pesem                                     | Uvrstitev | Točke |
| -------------------------------- | --------------------------------- | ----------------------------------------- | --------- | ----- |
| Avstrija (nemščina)              | Udo Jürgens                       | Merci Chérie                              | 1.        | 31    |
| Belgija (francoščina)            | Tonia                             | Un peu de poivre, un peu de sel           | 4.        | 14    |
| Danska (danščina)                | Ulla Pia                          | Stop, ja stop - ja stop, mens legen er go | 14.       | 4     |
| Finska (finščina)                | Ann Christine Nyström             | Play boy                                  | 10.       | 7     |
| Francija (francoščina)           | Dominique Walter                  | Chez nous                                 | 16.       | 1     |
| Nemčija (nemščina)               | Margot Eskens                     | Die Zeiger der Uhr                        | 10.       | 7     |
| Irska (angleščina)               | Dickie Rock                       | Come Back to Stay                         | 4.        | 14    |
| Italija (italijanščina)          | Domenico Modugno                  | Dio, come ti amo                          | 17.       | 0     |
| Luksemburg (francoščina)         | Michele Torr                      | Ce soir je t'attendais                    | 10.       | 7     |
| Monako (francoščina)             | Tereza Kesovija                   | Bien plus fort                            | 17.       | 0     |
| Nizozemska (nizozemščina)        | Milly Scott                       | Fernando en Philippo                      | 15.       | 2     |
| Norveška (norveščina)            | Åse Kleveland                     | Intet er nytt under solen                 | 3.        | 15    |
| Portugalska (portugalščina)      | Madalena Iglesias                 | Ele e Ela                                 | 13.       | 6     |
| Španija (španščina)              | Raphael                           | Yo soy aquél                              | 7.        | 9     |
| Švedska (švedščina)              | Lill Lindfors in Svante Thuresson | Nygammal vals (eller hip man svinaherde)  | 2.        | 16    |
| Švica (francoščina)              | Madeleine Pascal                  | Ne vois-tu pas                            | 6.        | 12    |
| Združeno kraljestvo (angleščina) | Kenneth McKellar                  | A Man Without Love                        | 9.        | 8     |
| Jugoslavija (slovenščina)        | Berta Ambrož                      | Brez besed                                | 7.        | 9     |

## Zemljevid
- Zelena = nastopajoče države.